# Liste bekannter Reiterfamilien
Als Reiterfamilie wird eine Familie bezeichnet, in der seit Generationen viele Mitglieder bekannte Reiter wurden oder in der Pferdesportbranche arbeiten.

## Deutschsprachiges Europa

### Deutschland

#### Familie Balkenhol
- Klaus Balkenhol (* 1939; ehemaliger Dressurreiter, Trainer)
  - Anabel Balkenhol (* 1972; Dressurreiterin)

#### Familie Beerbaum
Brüder:
- Ludger Beerbaum (* 1963; Springreiter)
- Markus Beerbaum (* 1970; Springreiter) ⚭ Meredith Michaels-Beerbaum (* 1969; Springreiterin)

#### Familie Blum
- Gustav-Adolf Blum (* 1927; Vorstand der FN und des DOKR)
  - Jürgen Blum (* 1956; Vielseitigkeitsreiter)
    - Simone Blum (* 1989; Springreiterin) ⚭ Hans-Günther Blum (* 1976; Springreiter)

#### Familie Capellmann
- Richard Talbot (* 1896, † 1987; Vorstand Aachen-Laurensberger Rennverein (ALRV) und Geschäftsführer Waggonfabrik Talbot)
  - dessen Neffe: Kurt Capellmann (Dressurreiter, Vorstand ALRV, Vorsitzender DOKR und Geschäftsführer Waggonfabrik Talbot)[1]
    - Nadine Capellmann (* 1965; Dressurreiterin)
    - Gina Capellmann-Lütkemeier (* 1960; Dressurreiterin)
      - Fabienne Müller-Lütkemeier (* 1989; Dressurreiterin)[2]

#### Familie Ehning
Brüder:
- Marcus Ehning (* 1974; Springreiter) ⚭ Nadia Ehning (* 1977; ehemalige Voltigiererin)
- Johannes Ehning (* 1982; Springreiter)

#### Familie Klimke
- Reiner Klimke (* 1936, † 1999; Dressur- und Vielseitigkeitsreiter sowie Politiker)
  - Ingrid Klimke (* 1968; Dressur- und Vielseitigkeitsreiterin)
    - Greta Busacker (* 2002; Vielseitigkeitsreiterin)

  - Michael Klimke (* 1969; Dressurreiter)[3]

#### Familie Linsenhoff
- Adolf Schindling (* 1887, † 1963; Gründer des Turnierstalls „Schwarz-Gelbs“ in Kronberg im Taunus und Unternehmer)
  - Liselott Linsenhoff (* 1927, † 1999; Dressurreiterin und Unternehmerin)
    - Ann Kathrin Linsenhoff (* 1960; Dressurreiterin) ⚭ Klaus Martin Rath (* 1959; Reitlehrer)
      - Sohn von Rath aus vorheriger Ehe: Matthias Alexander Rath (* 1984; Dressurreiter)
      - Tochter von Linsenhoff aus vorheriger Ehe: Liselott Marie Linsenhoff (* 2001; Dressurreiterin und Designerin)

#### Familie Lütke-Westhues
Brüder:
- August Lütke-Westhues (* 1926, † 2000; Vielseitigkeitsreiter)
- Alfons Lütke-Westhues (* 1930, † 2004; Springreiter)

#### Familie Ostholt
Brüder:
- Frank Ostholt (* 1975; Vielseitigkeitsreiter) ⚭ Sara Algotsson-Ostholt (Vielseitigkeitsreiterin)
- Andreas Ostholt (* 1978; Vielseitigkeitsreiter)

#### Familie Rothenberger
- Sven Rothenberger  (* 1966; Dressurreiter) ⚭ Gonnelien Rothenberger-Gordijn (* 1968; niederländische Dressurreiterin)
  - Sanneke Schubert-Rothenberger (* 1992; Dressurreiterin)[4]
  - Sönke Rothenberger (* 1994; Spring- und Dressurreiter)
  - Semmieke Rothenberger (* 1999; Dressurreiterin)[5]

#### Familie Schockemöhle
Brüder:
- Alwin Schockemöhle (* 1937; ehemaliger Springreiter und Trainer im Trabrennsport)
- Werner Schockemöhle (* 1939, † 2000; Unternehmer und Pferdezüchter)
- Paul Schockemöhle (* 1945; ehemaliger Springreiter)

#### Familie Sprehe
- Schwestern:
  - Kristina Bröring-Sprehe (* 1986; Dressurreiterin)
  - Tanja Sprehe (* 1986; Springreiterin)
- deren Cousins/Cousinen:
  - Eva-Maria Sprehe (* 1984; Dressurreiterin)[6]
  - Jan Sprehe (* 1985; Springreiter)
  - Jörne Sprehe (* 1983; Springreiterin)
  - Josef-Jonas Sprehe (* 1992; Springreiter)

#### Familie Tebbel
- René Tebbel (* 1969; Springreiter)
  - Maurice Tebbel (* 1994; Springreiter) ⚭ Friederike Tebbel (* 1990; Dressurreiterin)
  - Justine Tebbel (* 1998; Springreiterin)

#### Familie Werndl
Geschwister:
- Benjamin Werndl (* 1984; Dressurreiter)
- Jessica von Bredow-Werndl (* 1986; Dressurreiterin) ⚭ Max von Bredow (* 1979; ehemaliger Vielseitigkeitsreiter)

### Österreich

#### Familie Max-Theurer
- Hans Max (* 1942; † 2019 Trainer) ⚭ Elisabeth Max-Theurer (* 1956; Dressurreiterin)
  - Victoria Max-Theurer (* 1985; Dressurreiterin)

### Schweiz

#### Familie Crotta
- Clarissa Crotta (* 1978; Springreiterin)
- Fabio Crotta (* 1979; Springreiter) ⚭ Sabrina Crotta (* 1985; Springreiterin)

#### Familie Fuchs
- Markus Fuchs (* 1955; ehemaliger Springreiter)
- Thomas Fuchs (* 1957; ehemaliger Springreiter) ⚭ Renata Fuchs (Springreiterin und Trabrennfahrerin)
  - Martin Fuchs (* 1992, Springreiter)

#### Familie Guerdat
- Philippe Guerdat (* 1952; ehemaliger Springreiter, Equipechef der französischen Springreiter)
  - Steve Guerdat (* 1982; Springreiter)

#### Familie Muff
Cousins:
- Theo Muff (* 1964; Springreiter)
- Werner Muff (* 1974; Springreiter)

#### Familie Sprunger
- Hansueli Sprunger (1952; Springreiter)
  - Janika Sprunger (1987; Springreiterin)

## Übriges Europa

### Belgien

#### Familie Melchior
- Leon Melchior (Gründer des Gestüts Zangersheide)
  - Judy-Ann Melchior (* 1986; Springreiterin) – liiert mit Christian Ahlmann (* 1974; Springreiter)

#### Familie Philippaerts
- Ludo Philippaerts (* 1963; Springreiter)
  - Olivier Philippaerts (* 1993; Springreiter)
  - Nicola Philippaerts (* 1993; Springreiter)

### Dänemark

#### Familie Helgstrand
- Andreas Helgstrand (* 1977; Dressurreiter)
  - Alexander Yde Helgstrand (* 2004; Dressurreiter)

#### Familie Lund
- Flemming Lund (* 1952; ehemaliger Fußballspieler)
  - Tina Lund (* 1981; Springreiterin) ⚭ Allan Nielsen (* 1971; ehemaliger Fußballspieler)
  - Charlotte von Rönne, geborene Lund (Springreiterin) ⚭ Sören von Rönne (* 1962; Springreiter)

### Frankreich / Schweiz

#### Familie Lissarrague
- Barbara Lissarrague (* 1966), französisch-schweizerische Weltmeisterin im Distanzreiten, Züchterin, Pferdehändlerin und Trainerin
- Christian Lassarague (* 1959), französischer Distanzreiter
  - Nina Lissarague (* 1993), französisch-schweizerische Distanzreiterin, Trainerin, Silbermedaille bei den Weltmeisterschaften 2012 mit der französischen Equipe
  - Zoe Lissarague (* 1996), französische Distanzreiterin, Trainerin

### Italien

#### Familie D’Inzeo
Brüder:
- Piero D’Inzeo (1923–2014; Springreiter)
- Raimondo D’Inzeo (1925–2013; Springreiter)

### Niederlande

#### Familie van der Vleuten
- Eric van der Vleuten (* 1963; Springreiter)
  - Maikel van der Vleuten (* 1988; Springreiter)

### Schweden

#### Familie Zetterman
- Royne Zetterman (* 1957; Springreiter und Pferdehändler)
  - Daniel Zetterman (* 1985; Springreiter)
  - Alexander Zetterman (* 1990; Springreiter)

### Vereinigtes Königreich

#### Familie Mountbatten-Windsor
- Prinz Philip Mountbatten, Duke of Edinburgh (* 1921 † 2021; Präsident der FEI von 1964 bis 1986, Vierspänner Weltmeister mit der britischen Equipe 1980)
  - Anne Mountbatten-Windsor, Princess Royal (* 1950; Europameisterin Vielseitigkeitsreiten 1971, Präsidentin der FEI von 1986 bis 1994) ⚭ Mark Phillips (* 1948; ehemaliger Vielseitigkeitsreiter)
    - Zara Phillips (* 1981; Welt- und Europameisterin Vielseitigkeitsreiten)

#### Familie Whitaker
Die Familie Whitaker ist eine britische Reiterfamilie.
Die bekanntesten Mitglieder sind Reitsportlegende John Whitaker und dessen Bruder Michael, die beide mehrfach bei Olympischen Spielen für Großbritannien ritten.
- John Whitaker, MBE (* 1955; Springreiter) ⚭ Clare Barr (* 1957; Tochter von Whitakers verstorbenem Sponsor Malcolm Barr)
  - Louise Whitaker (* 1981; Springreiterin)
  - Robert Whitaker (* 1983; Springreiter)
- Steven Whitaker (* 1957[9]; Springreiter und Pferdehändler)
  - Ellen Whitaker (* 1986; Springreiterin)
  - Joe Whitaker (* 1988; Springreiter)
  - Thomas Whitaker (* 1990; Springreiter)
  - Donald Whitaker (* 1991; Springreiter)
- Michael Whitaker (* 1960; Springreiter)
- Ian Whitaker ⚭ Alison Whitaker
  - William Whitaker (* 1989; Springreiter) – Tochter Isabella stammt aus der Beziehung mit Elisabeth Fredlund (Springreiterin)
  - George Whitaker (* 1992; Springreiter)

## Nordamerika

### Kanada

#### Familie Millar
- Ian Millar (* 1947; Springreiter) ⚭ verwitwet
  - Jonathon Millar (* 1974; Springreiter)
  - Amy Millar (* 1977; Springreiterin)

#### Familie Sapergia
- Vernon Sapergia (* 1946; Westernreiter) ⚭ Sylvia Rzepka (* 1976 deutsche Westernreiterin)
  - Cody Sapergia (Westernreiter)
  - Shawna Sapergia (Westernreiterin)
  - Terry-Lee Sapergia (Westernreiterin)

## Südamerika

### Brasilien

#### Familie Pessoa
- Nelson Pessoa (* 1935; Springreiter)
  - Rodrigo Pessoa (* 1972; Springreiter) ⚭ Alexa Weeks Pessoa (Springreiterin, USA)